# Elviss Krastins
Elviss Krastins est un joueur finlandais de volley-ball, d'origine lettone né le 15 septembre 1994 à Sigulda en Lettonie sous le nom d’Elviss Krastiņš. Il joue Réceptionneur-attaquant. De la saison 2018/2019 il est dans l'équipe d'Arago de Sète.

## Palmarès

### Clubs
Championnat de Finlande:
- 2012, 2014
- 2011, 2016
- 2013, 2015

Coupe de Finlande:
- 2013